# Penicillium antarcticum
Penicíllium antárcticum (лат.) — вид несовершенных грибов (телеоморфная стадия неизвестна), относящийся к роду Пеницилл (Penicillium).

## Описание
Колонии на CYA на 7-е сутки 3—4,5 см в диаметре, бархатистые, слабо спороносящие по краям, но обильно — в центральной части, с белым мицелием. Спороношение в тускло-зелёных тонах. Нередко присутствуют мелкие капельки экссудата. Реверс сероватый, растворимый пигмент не выделяется. На агаре с солодовым экстрактом (MEA) колонии на 7-е сутки 3,5—4 см в диаметре, слабо спороносящие в тускло-зелёных тонах, без экссудата, с бледным реверсом.
При 37 °C рост отсутствует. При 5 °C образуются стерильные микроколонии до 4 мм в диаметре.
Конидиеносцы гладкостенные, преимущественно двухъярусные, с симметрично расположенными метулами, 100—250 мкм длиной. Метулы расходящиеся, в мутовках по 6—7, 13—15 мкм длиной, несколько вздутые на верхушке. Фиалиды фляговидные до игловидных, по 12—16 в пучке, 8—11 × 2,3—3,3 мкм. Конидии шаровидные или почти шаровидные, гладкостенные или едва шероховатые, 2,2—3,1 мкм в диаметре.

### Отличия от близких видов
Близок Penicillium paxilli, от которого отличается более быстрым ростом, более интенсивно-зелёным спороношением, отсутствием растворимого пигмента на каких-либо средах, более короткими конидиеносцами и более многочисленными метулами.

## Экология и значение
Широко распространённый вид, нередко выделяемый из морских местообитаний, в качестве эндофита различных растений, а также с пищевых продуктов.
Продуцирует патулин.

## Таксономия
Penicillium antarcticum A.D.Hocking & C.F.McRae, Polar Biol. 21 (2): 103 (1999).